# Agara santhilarius
Agara santhilarius is een vlinder uit de familie van de dikkopjes (Hesperiidae). Deze soort is voor het eerst wetenschappelijk beschreven als Hesperia santhilarius door Pierre André Latreille in een publicatie uit 1824.
De soort komt voor in Brazilië.